# (230965) 2004 XA192
(230965) 2004 XA192 ist ein großes transneptunisches Objekt, das bahndynamisch als nahes oder erweitertes Scattered Disk Object (SDO oder DO) eingestuft wird. Aufgrund seiner Größe gehört der Asteroid möglicherweise zu den Zwergplanetenkandidaten.

## Entdeckung
2004 XA192 wurde am 12. Dezember 2004 von einem Astronomenteam, bestehend aus Mike Brown (CalTech), Chad Trujillo (Gemini) und Dave Rabinowitz (Yale), im Rahmen des Near-Earth-Asteroid-Tracking-Projekts (NEAT) am 1,2–m–Oschin-Schmidt-Teleskop des Palomar-Observatoriums (Kalifornien) entdeckt. Die Entdeckung wurde am 1. September 2007 zusammen mit 2004 PF115, 2004 PG115 und (303775) 2005 QU182 bekanntgegeben, der Planetoid erhielt später von der IAU die Kleinplaneten-Nummer 230965.
Nach seiner Entdeckung ließ sich 2004 XA192 auf Fotos bis zum 29. August 1989, die im Rahmen des Digitized-Sky-Survey-Programmes (DSS) ebenfalls am Palomar-Observatorium gemacht wurden, zurückgehend identifizieren und so seinen Beobachtungszeitraum um 15 Jahre verlängern, um so seine Umlaufbahn genauer zu berechnen. Seither wurde der Planetoid durch verschiedene Teleskope wie das Herschel- und das Spitzer-Weltraumteleskop sowie erdbasierte Teleskope beobachtet. Im Oktober 2018 lagen insgesamt 54 Beobachtungen über einen Zeitraum von 30 Jahren vor. Die bisher letzte Beobachtung wurde im Oktober 2018 am Purple Mountain-Observatorium (China) durchgeführt. (Stand 20. März 2019)

## Eigenschaften

### Umlaufbahn
2004 XA192 umkreist die Sonne in 320,30 Jahren auf einer elliptischen Umlaufbahn zwischen 35,46 AE und 58,16 AE Abstand zu deren Zentrum. Die Bahnexzentrizität beträgt 0,242, die Bahn ist 38,15° gegenüber der Ekliptik geneigt. Derzeit ist der Planetoid 37,79 AE von der Sonne entfernt. Das Perihel durchlief er das letzte Mal 2019, der nächste Periheldurchlauf dürfte also im Jahre 2339 erfolgen.
Marc Buie (DES) klassifiziert den Planetoiden als nahes SDO oder erweitertes SDO (ESDO bzw. DO), während vom Minor Planet Center keine spezifische Einstufung existiert; letzteres ordnet ihn als Nicht-SDO und allgemein als «Distant Object» ein. Das Johnston’s Archive führt es als «other TNO» auf, was bedeutet, dass es mit Sicherheit kein Cubewano oder Resonantes KBO ist.

### Größe und Rotation
Erste Schätzungen ergaben einen Durchmesser von etwa 600 km. Untersuchungen 2013 mit dem Herschel-Weltraumteleskop (Instrumente SPIRE und PACS) kombiniert mit den überarbeiteten Daten des Spitzer-Weltraumteleskops (Instrument MIPS) kamen dagegen zu dem Schluss, dass der Durchmesser von 2004 XA192 etwa 339 km beträgt, allerdings mit einer Fehlerbandbreite von etwa 100 km in beide Richtungen.(S. 13) Ausgehend von einem Durchmesser von 339 km ergibt sich eine Gesamtoberfläche von etwa 361.000 km². Die scheinbare Helligkeit von 2004 XA192 beträgt 19,94 m.
Da es denkbar ist, dass sich 2004 XA192 aufgrund seiner Größe im hydrostatischen Gleichgewicht befindet und somit weitgehend rund sein könnte, erfüllt er möglicherweise die Kriterien für eine Einstufung als Zwergplanet. Mike Brown geht davon aus, dass es sich bei 2014 WJ509 um wahrscheinlich einen Zwergplaneten handelt, geht dabei aber noch von 549 km Durchmesser aus. Gonzalo Tancredi gab 2010 noch keine Empfehlung ab.
Anhand von Lichtkurvenbeobachtungen rotiert 2004 XA192 in 7 Stunden und 52,8 Minuten einmal um seine Achse. Daraus ergibt sich, dass er in einem 2004 XA192-Jahr 356.309,6 Eigendrehungen („Tage“) vollführt. Dies ist allerdings noch mit einigen Unsicherheiten behaftet, da die damalige Beobachtungszeit nicht ausreichte und ist möglicherweise auch ganz falsch.
| Jahr                                         | Abmessungen km    | Quelle              |
| -------------------------------------------- | ----------------- | ------------------- |
| 2010                                         | 666,0             | Tancredi            |
| 2012                                         | 339,0 +120,0−95,0 | Santos-Sanz u. a.   |
| 2012                                         | 607,47            | LightCurve DataBase |
| 2018                                         | 549,0             | Brown               |
| Die präziseste Bestimmung ist fett markiert. |                   |                     |